# Melissa Panarello
Pour les articles homonymes, voir Melissa P..
Melissa Panarello, aussi connue sous le nom de plume Melissa P., née le 3 décembre 1985, est une romancière et essayiste italienne , auteur notamment du roman Cent coups de brosse avant d'aller dormir qui a fait sensation en Italie.

## Biographie
Melissa Panarello a grandi dans la petite ville sicilienne d'Aci Castello, dans la province de Catane en Italie. Elle fait sensation et devient célèbre lors de la sortie de son premier roman, intitulé Cent coups de brosse avant d'aller dormir, qui raconte, à partir de son propre journal intime, la vie sexuelle débridée qu'elle a vécue lors de sa jeune adolescence. Ce roman, vendu à plus d'un demi million d'exemplaires en Italie, a été distribué dans quarante pays et a été traduit dans plus de trente langues. Melissa Panarello a scandalisé l'opinion, de par son jeune âge et la liberté d'expression sur des sujets relatifs au sexe, à l'homosexualité et au sado-masochisme.
Elle vit à Rome avec Thomas Fazi, le fils de son éditeur Fazori Editore. Elle a écrit son deuxième roman, L'Odeur de ton souffle (L'odore del tuo respiro), édité en 2005. Toujours en 2005, un film adapté de son premier roman, intitulé Melissa P., a été produit par Francesca Neri et réalisé par Luca Guadagnino. Cependant, Melissa Panarello a critiqué cette adaptation, dénonçant les manques du film par rapport à son roman. En avril 2006, elle sort un troisième roman, intitulé In nome dell'amore (Au nom de l'amour), présenté comme une lettre ouverte au cardinal Camillo Ruini, dans lequel elle dénonce les pressions de l'église catholique au sein de la scène politique italienne et défend la laïcité du pays.

### Romans
- 2003 : Cent coups de brosse avant d'aller dormir (100 colpi di spazzola prima di andare a dormire)  (ISBN 88-8112-425-4)
- 2005 : L'Odeur de ton souffle (L'odore del tuo respiro)  (ISBN 88-8112-628-1)
- 2010 : Tre
- 2011 : Vertigine

### Essais
- 2006 : In nome dell'amore  (ISBN 88-8112-730-X)
- 2011 : In Italia si chiama amore